# Episodi di HUGtto! Pretty Cure

Logo occidentale della serie

Lista degli episodi di HUGtto! Pretty Cure, quindicesima serie anime di Pretty Cure, trasmessa in Giappone su TV Asahi dal 4 febbraio 2018 al 27 gennaio 2019. In Italia è inedita.
La sigla originale di apertura, We can!! HUGtto! Precure (Ｗｅ ｃａｎ！！ＨＵＧっと！プリキュア?), è cantata da Kanako Miyamoto, mentre quelle di chiusura, HUGtto! Mirai☆Dreamer (ＨＵＧっと！未来☆ドリーマー?) per gli ep. 1-17; 19-21 dalle doppiatrici di Cure Yell, Cure Ange e Cure Étoile (Rie Hikisaka, Rina Hon'izumi e Yui Ogura) e HUGtto! YELL FOR YOU (ＨＵＧっと！ＹＥＬＬ ＦＯＲ ＹＯＵ?) per gli ep. 23-35; 38-49 in aggiunta quelle di Cure MaChérie e Cure Amour (Nao Tamura e Yukari Tamura).
Nell'episodio 18 non è presente la sigla finale, ma i titoli di coda relativi scorrono nella canzone interna alla scena Kimi to tomodachi (キミとともだち?), cantata da Emiru Aisaki (Nao Tamura) e Ruru Amour (Yukari Tamura). Negli episodi 22 e 36-37, invece, vista l'uscita al cinema del venticinquesimo film che celebra il 15º anniversario del franchise, la sigla finale è un remix della sigla di apertura della prima serie, DANZEN! Futari wa Pretty Cure ~Yuiitsu muni no hikari-tachi~ (ＤＡＮＺＥＮ！ふたりはプリキュア ～唯一無二の光たち～?), cantato da Mayumi Gojō. Nell'episodio 49 manca la sigla iniziale, ma è inserita come musica di sottofondo all'interno di alcune scene.
In occasione del quindicesimo anniversario dall'inizio delle trasmissioni del franchise, le Pretty Cure delle precedenti serie appaiono come camei negli episodi 21-22 e 36-37.

## Lista episodi
| Nº | Titolo italiano (traduzione letterale) Giapponese 「Kanji」 - Rōmaji | In onda           | In onda |
| Nº | Titolo italiano (traduzione letterale) Giapponese 「Kanji」 - Rōmaji | Giapponese        |         |
| 1  | Urrà-urrà tutti! La Pretty Cure della Vitalità, Cure Yell è nata! 「フレフレみんな！元気のプリキュア、キュアエール誕生！」 - Furefure minna! Genki no Purikyua, Kyua Ēru tanjō! | 4 febbraio 2018   |         |
| 1  | Hana Nono è una ragazza appena trasferitasi in città che sogna di diventare una figura responsabile e matura su cui poter contare. Il primo giorno nella nuova scuola non va molto bene per lei che, per dare un taglio al passato, sbaglia a sistemarsi la frangia e arriva in ritardo in classe. Nel frattempo una società che risponde al nome di Criasu, il cui scopo è espandere il Toge Powerer, ossia non il potere di non creare alcun futuro radioso per l'umanità, è interessata a rintracciare un oggetto chiamato Mirai Crystal che racchiude l'esatto contrario, l'Asu Powerer, ovvero creare un futuro radioso. La sera, sul balcone di camera sua, Hana assiste all'atterraggio dal cielo di una neonata che soprannomina Hugtan e al suo criceto tutore Hariham Harry, il quale non è convinto di aver trovato la giusta persona. Il giorno seguente, tuttavia, un dipendente dei Criasu, lo scanzonato Charaleet, usa l'energia negativa per evocare un mostro conosciuto come Oshimaida e attacca: vedendo Hugtan in pericolo, Hana dà prova della sua forza d'animo e riceve un Mirai Crystal e un PreHeart con cui potersi trasformare nella Pretty Cure della Vitalità, Cure Yell, e battere il nemico. |                   |         |
| 2  | L'angelo di tutti! Urrà-urrà! Cure Ange! 「みんなの天使！フレフレ！キュアアンジュ！」 - Minna no tenshi! Furefure! Kyua Anju! | 11 febbraio 2018  |         |
| 2  | Mentre tutti parlano delle recenti gesta di Cure Yell nei pressi della scuola, Harry spiega meglio ad Hana quali siano gli obiettivi dei nemici della Società Criasu e come questi vogliano distruggere il futuro, già andato perduto nel suo tempo; inoltre le comunica di trovarsi altre tre compagne nella sua avventura come Pretty Cure. Hana intanto fa amicizia con Saaya Yakushiji, rappresentante nella sua classe e considerata da tutti un angelo vista la sua gentilezza e disponibilità. Dopo che Hana l'aiuta a curare il giornalino della scuola, la ragazza trova la nuova residenza di Harry dove conosce Hugtan e si dimostra capace nell'accudirla. Quando poi Charaleet torna a diffondere negatività per merito del Toge Powerer, scopre la nuova identità di Hana: grazie al suo coraggio, Saaya riceve un Mirai Crystal e un PreHeart con cui diventa la Pretty Cure della Saggezza, Cure Ange, e insieme a Cure Yell mette il nemico in ritirata. |                   |         |
| 3  | Di buon umore? Di malumore? Hugtan a passeggio! 「ごきげん？ナナメ？おでかけはぐたん！」 - Gokigen? Naname? Odekake Hagutan! | 18 febbraio 2018  |         |
| 3  | Harry non riesce a tranquillizzare Hugtan, che è di malumore, e consegna ad Hana e Saaya il Mirai Pad, oggetto in grado di indirizzarle verso qualcosa che sistemerà le cose. Allo zoo, le ragazze incontrano sia la loro compagna di classe Homare Kagayaki che la mamma di Hana, Sumire, che si trova lì vicino per lavoro. Quando chiedono informazioni sulla vita e la famiglia di Hugtan, Harry si limita a dire che lui e la piccola sono riusciti appena in tempo a scappare per merito del Mirai Crystal White dal futuro distrutto dal male; per riportare la pace e far sviluppare Hugtan, sono indispensabili i Mirai Crystal. Grazie alla madre di Hana, Hugtan trova pace, ma i Criasu sollecitano Charaleet a presentare rapporto sulle Pretty Cure che, avendo fallito, ritenta frettolosamente di attaccare. Lo scontro si conclude a favore di Cure Yell e Cure Ange, sotto gli occhi di Homare che, nel vederle saltare in alto, prova una certa nostalgia. Sumire offre poi il sostegno suo e dei suoi famigliari per aiutare Harry ad accudire Hugtan. |                   |         |
| 4  | Risplendi! La grande strategia di scout delle Pretty Cure! 「輝け！プリキュアスカウト大作戦！」 - Kagayake! Purikyua sukauto daisakusen! | 25 febbraio 2018  |         |
| 4  | Poiché sono rimasti ancora due PreHeart, e quindi due possibili Pretty Cure, Hana vorrebbe che una di loro fosse Homare, nonostante in giro non si parli bene di lei e risulti antipatica quasi a tutti. Hana e Saaya la incontrano e, mediante una partita a basket contro un gruppo di ragazzi, fanno meglio la sua conoscenza: la ragazza, come riportato sui giornali, è un'ex-star del pattinaggio artistico su ghiaccio ritiratasi a seguito di una brutta caduta. Charaleet sfrutta la frustrazione del professor Umehashi, che vorrebbe che Homare tornasse a pattinare, per attaccare le Pretty Cure che si ritrovano costrette a trasformarsi proprio davanti a Homare. Il desiderio di quest'ultima di voler aiutare, unito al potere di Hugtan, fa nascere un Mirai Crystal che le permetterà di trasformarsi, ma esso svanisce subito dopo, quando lei ripensa allo sconforto per la sua caduta sul ghiaccio. |                   |         |
| 5  | Danza nei cieli! Urrà-urrà! Cure Étoile! 「宙を舞え！フレフレ！キュアエトワール！」 - Sora wo mae! Furefure! Kyua Etowāru! | 4 marzo 2018      |         |
| 5  | A Homare viene chiesto di aiutare Harry ad aprire il suo nuovo negozio, Beauty Harry, che ottiene un gran numero di clienti. Hana e Saaya vedono la ragazza preoccupata per non essere riuscita a diventare una Pretty Cure e le assicurano di non prenderla a male perché non tutti sono in grado di fare le stesse cose. La Società Criasu dà un'ultima possibilità a Charaleet di sottrarre i Mirai Crystal alle Pretty Cure, così egli fa prigioniera Homare e usa la sua energia negativa per evocare un Oshimaida: nonostante la sua paura riguardo al passato, Homare ritrova la sua determinazione e ottiene finalmente il suo Mirai Crystal e un PreHeart con cui trasformarsi nella Pretty Cure della Potenza, Cure Étoile. Combinando i loro poteri, le tre Leggendarie Guerriere sconfiggono il nemico prima di diventare buone amiche. |                   |         |
| 6  | Sorrisi, in piena fioritura! Il primo impiego! 「笑顔、満開！はじめてのおしごと！」 - Egao, mankai! Hajimete no oshigoto! | 11 marzo 2018     |         |
| 6  | Per celebrare la nascita della squadra delle Pretty Cure, Hana porta tutti al centro commerciale HuGMAN di cui suo padre Shintaro è il dirigente. La fioraia che vi lavora si lamenta del suo personale assente per malattia e Hana, Saaya e Homare si offrono di dare una mano nella vendita tramite il Mirai Pad. Harry, però, perde di vista Hugtan e chiede aiuto alle tre ragazze finché è il padre di Hana a trovarla. Intanto un'altra dipendente della Società Criasu, la narcisista Papple, entra in azione contro le Pretty Cure dopo i fallimenti di Charaleet, venendo tuttavia presto sconfitta. Infine, visti gli ottimi risultati ottenuti come prima esperienza lavorativa, la madre di Hana si offre di aiutare le ragazze a sperimentare altri tipi di lavoro. |                   |         |
| 7  | La confusione di Saaya? Che cosa vuole fare veramente? 「さあやの迷い？本当にやりたいことって何？」 - Saaya no mayoi? Hontō ni yaritai koto tte nani? | 18 marzo 2018     |         |
| 7  | Hana e Homare vengono a conoscenza che Saaya era la bambina che recitava in una vecchia pubblicità e che sua madre è la famosa attrice Reira Yakushiji, ma lei preferisce non parlarne perché la imbarazza e le fa sentire il peso di essere figlia di una celebrità. Ranze Ichijō, che da piccola è apparsa insieme a Saaya in TV, ha sempre visto quest'ultima come una rivale e la sfida a vincere un provino per la parte di protagonista in uno sceneggiato; nonostante le ottime doti interpretative, la ragazza si fa prendere dall'ansia quando recita davanti ad altri e ciò le è costato caro molte volte, ma Hana e Homare le danno tutto il loro sostegno. Papple lascia il compito di rubare i Mirai Crystal alla dipendente part-time Ruru che, dopo aver attentamente calcolato le possibili mosse avversarie, mette in seria difficoltà le Pretty Cure: il desiderio di Cure Ange di non mollare, però, dà forma al suo secondo Mirai Crystal che permette la ritirata della nemica. Alla fine Saaya non vince il provino, ma è comunque grata di aver partecipato perché ha capito e superato le sue ansie al riguardo. |                   |         |
| 8  | Homare ci lascia!? Il principe del pattinaggio si avvicina all'improvviso! 「ほまれ脱退！？スケート王子が急接近！」 - Homare dattai!? Sukēto ōji ga kyūsekkin! | 25 marzo 2018     |         |
| 8  | Henri Wakamiya, campione di pattinaggio artistico su ghiaccio, torna dall'estero con il proposito di portare Homare con sé a Mosca per gareggiare di nuovo insieme come facevano quando erano bambini. Homare è indecisa perché da una parte vorrebbe tornare a pattinare, ma dall'altra c'è l'amicizia con Hana e Saaya e la missione delle Pretty Cure. Henri si proclama il solo a volere il suo bene e cerca di allontanare Hana da lei perché pensa sia un problema per la sua carriera, ma Homare afferma di essere rinata con le sue nuove amiche e decide di rimanere con loro, declinando l'invito. Subito dopo Papple evoca un Oshimaida, ma nello scontro Cure Étoile ottiene il suo secondo Mirai Crystal e la sconfigge. Intanto Henri, che ha dedotto l'identità delle Pretty Cure, comincia a frequentare la stessa scuola delle ragazze, mentre Hana ha un incontro con uno strano uomo che porta con sé un libro. |                   |         |
| 9  | Andiamo oltre la collina! Let's La escursione! 「丘をこえ行こうよ！レッツ・ラ・ハイキング！」 - Oka wo koe yukou yo! Rettsu Ra haikingu! | 1º aprile 2018    |         |
| 9  | Le ragazze con Harry e Hugtan vanno a fare un'escursione in collina, dove incontrano casualmente la sorella di Hana, Kotori, in gita con la sua classe. Una compagna di quest'ultima, Emiru Aisaki, si preoccupa su tutto ciò che la circonda e avverte rigidamente Hana sui pericoli che si possono incontrare facendo le escursioni. Per salvare Hugtan da una profonda buca nel terreno, Hana finisce per caderci dentro insieme a Emiru, ma grazie allo straordinario canto di quest'ultima che tranquillizza la piccola, vengono trovate e tratte in salvo senza indugio. Subito dopo le Pretty Cure devono intervenire ancora una volta contro Papple, ma tutto si risolve a favore loro con grande stupore di Emiru che le osserva di nascosto. Nonostante Emiru venga vista eccessivamente ansiosa e pessimista, tanto da rovinare diverse situazioni piacevoli, Hana capisce che il suo comportamento è dovuto al fatto che vuole che i suoi amici stiano sempre bene e le dice che in qualche modo è un'eroina. |                   |         |
| 10 | Incredibile~! Le cameriere sono molto impegnate! 「ありえな～い！ウエイトレスさんは大忙し！」 - Ariena~i! Ueitoresu-san wa ō isogashi! | 8 aprile 2018     |         |
| 10 | La madre di Hana deve scrivere un articolo di giornale sulla fiera del cibo che si sta tenendo in città e offre l'opportunità a sua figlia e alle amiche di aiutare negli stand, in qualità di cameriere, a servire i clienti. Saaya e Homare si trovano subito a loro agio, venendo addirittura elogiate per lo splendido operato che eseguono, mentre Hana è sbadata e giù di morale perché alla bancarella dove c'è lei i clienti scarseggiano. Così, ella si autoconvince di non essere in grado di fare nulla e di non essere alla pari delle sue amiche, tanto che quando Papple, messa alle strette dai suoi colleghi alla Criasu, provoca uno scontro, non riesce a trasformarsi in Pretty Cure. Cure Ange e Cure Étoile arrivano sulla scena ma, nel momento in cui un attacco dell'Oshimaida della nemica sta per colpire Hana, la piccola Hugtan interviene e purifica rapidamente il mostro, esaurendo così tutte le sue energie. |                   |         |
| 11 | La Pretty Cure che vorrei diventare! Risuonate! Melody Sword! 「私がなりたいプリキュア！響け！メロディソード！」 - Watashi ga naritai Purikyua! Hibike! Merodi Sōdo! | 15 aprile 2018    |         |
| 11 | Dopo la recente battaglia, Hugtan non ha ancora ripreso conoscenza e tutti sono preoccupati per lei. Hana si assume la colpa di ciò che è accaduto e, poiché non è stata in grado di trasformarsi all'occorrenza, abbandona il suo ruolo di Pretty Cure; la ragazza si riprende solo dopo le parole di conforto della madre e delle amiche, che le riportano alla mente i tanti pregi che possiede. Proprio quando Hugtan finalmente riprende i sensi, le Pretty Cure vengono chiamate al dovere da un Oshimaida che sta seminando il panico in città: il mostro si rivela essere Charaleet che, dopo essere stato sollevato dal suo incarico e spedito nella sala di retrocessione, è stato ridotto in quello stato a causa di Papple, la quale ha chiesto il consenso alla Società Criasu di sfruttarlo per attaccare. Cure Yell conquista con determinazione il suo secondo Mirai Crystal, che si tramuta nella memorabile Spada delle Pretty Cure. Poiché desidera purificare i nemici, anziché ucciderli, l'arma assume la forma di una bacchetta che prende il nome di Yell Takt; assieme alle Melody Sword di Cure Ange e Cure Étoile, la Ange Harp e l'Étoile Flute, purifica in definitiva Charaleet. A fine giornata, Hugtan pronuncia le sue prime parole, chiamando Hana "mamma".                                                                                                  |                   |         |
| 12 | Batticuore! Il pigiama party con tutti! 「ドキドキ！みんなでパジャマパーティー！」 - Dokidoki! Minna de pajama pātī! | 22 aprile 2018    |         |
| 12 | Le ragazze organizzano un pigiama party al negozio di Harry, durante il quale notano che ad Hugtan sono cresciuti i primi dentini. Dopo aver guardato dei film horror, Harry rivela alle ragazze che lui e Hugtan provengono dal futuro. Papple raccoglie piccole gocce di Toge Powerer, che sta pian piano diminuendo, per attaccare, ma viene prontamente battuta dalle Pretty Cure con l'ausilio delle Melody Sword. Il resto del pigiama party continua tra le chiacchiere per tutta la notte. Al mattino seguente, Ruru altera i ricordi di Sumire per infiltrarsi a casa di Hana come un'amica di famiglia allo scopo di raccogliere informazioni sulle Pretty Cure. |                   |         |
| 13 | La studentessa trasferitasi è fresca & misteriosa! 「転校生はフレッシュ＆ミステリアス！」 - Tenkōsei wa furesshu ando misuteriasu! | 29 aprile 2018    |         |
| 13 | Oltre a trasferirsi a casa di Hana per spiare meglio lei e le altre Pretty Cure, Ruru inizia a frequentare la stessa classe a scuola sotto il nome di Ruru Amour, dimostrandosi eccellente sia negli studi che nello sport ma non nelle relazioni sociali in cui risulta fredda e apatica. La famiglia di Hana le organizza una festa di benvenuto a sorpresa, ma lei sembra disinteressata e sostiene che sia un gesto privo di logica. Più tardi, Hana va a cercare Ruru durante l'attacco di un Oshimaida, ignara del fatto che sia stata proprio lei ad evocarlo. Quando la interroga sul perché senta il bisogno di cercarla, Ruru riceve come risposta che Hana vuole farla sentire parte della famiglia, sorprendendola e facendole provare una strana sensazione. |                   |         |
| 14 | Hagyu~! Un pieno di sorrisi dei bambini! 「はぎゅ～！赤ちゃんスマイルめいっぱい！」 - Hagyu~! Aka-chan sumairu meippai! | 6 maggio 2018     |         |
| 14 | Le ragazze diventano maestre in un asilo per un giorno, e a loro si unisce anche Ruru. Dopo aver scansionato rapidamente un libro di testo per imparare a badare ai bambini, quest'ultima scatena la competitività di Saaya per vedere chi riesce ad attirare maggiormente l'attenzione dei piccoli. In seguito, Ruru invoca un Oshimaida costringendo le Pretty Cure a dividersi tra combattere e proteggere i bambini spaventati. Tuttavia la ragazza, vedendo il mostro attaccare, decide di intervenire per proteggere i bambini e consente alle guerriere di sconfiggerlo. |                   |         |
| 15 | Una combinazione inverosimile…? Il giorno certo di Emiru e Ruru 「迷コンビ⋯？えみるとルールーのとある一日」 - Meikonbi…? Emiru to Rūrū no toaru ichinichi | 13 maggio 2018    |         |
| 15 | Mandata a fare compere per la famiglia Nono, Ruru si imbatte in Emiru travestitasi nella sua Pretty Cure personale, Cure Emi~ru, che cerca aiutare gli altri, ma al contrario combina solo disastri. Emiru, avendola presa in simpatia, invita Ruru a casa sua dove inizia a suonare la chitarra elettrica per lei. Quando il fratello maggiore della bambina, Masato, afferma che la chitarra non è uno strumento adatto ad una ragazza, Ruru si arrabbia e difende Emiru. Papple torna a colpire la città ed Emiru si precipita a salvare un bambino in pericolo, ricevendo i complimenti dalle vere Pretty Cure. |                   |         |
| 16 | Il carisma di tutti!? Homare da mentore è complicato 「みんなのカリスマ！？ほまれ師匠はつらいよ」 - Minna no karisuma!? Homare shishō wa tsurai yo | 20 maggio 2018    |         |
| 16 | Aki Momoi, una compagna di classe delle ragazze, chiede a Homare di insegnarle a pattinare, ma ciò provoca la rabbia e la gelosia della sua migliore amica Junna Tokura, che le sconsiglia di averci a che fare viste le voci che la descrivono come una teppista. Aki vorrebbe diventare più indipendente e confida di essere molto insicura tanto da non riuscire a fare mai nulla senza l'aiuto di Junna. Mentre Homare si preoccupa per questa situazione, Ruru ruba il suo PreHeart sotto ordine di Papple, la quale approfitta del litigio tra Aki e Junna per evocare un Oshimaida. Cure Yell e Cure Ange lottano contro il nemico, risultando parecchio in svantaggio, ed è allora che Ruru sceglie di restituire il PreHeart ad Homare in modo che possa trasformarsi e aiutarle. Finito lo scontro con la riconciliazione di Aki e Junna, le ragazze chiedono dunque spiegazioni a Ruru, la quale però rimane all'istante folgorata da un raggio di energia che mette fuori uso il suo corpo e viene portata via da Papple, sotto gli occhi increduli dei presenti. |                   |         |
| 17 | Il rumore della tristezza… Addio, Ruru 「哀しみのノイズ⋯ さよなら、ルールー」 - Kanashimi no noizu… Sayonara, Rūrū | 27 maggio 2018    |         |
| 17 | Oltre a cancellare i ricordi che riguardano la sua vita con le Pretty Cure, Restol, uno dei membri di rango più alto della Società Criasu, riprogramma Ruru e le dona un nuovo equipaggiamento di battaglia, simile a un grande robot. Harry spiega che Ruru è un androide creato con la tecnologia del futuro, mandato dai nemici per spiarli, ma Hana e le altre sono convinte di non essere state ingannate e rimangono determinate a salvarla. Dopo la sua riprogrammazione, Ruru si presenta dinanzi alle Pretty Cure, avendo a disposizione solamente i dati di battaglia per prevedere le loro mosse, raccolti precedentemente. Cercando di ottenere più dati su di loro, Ruru inizia sorprendentemente a recuperare i ricordi e grazie all'aiuto di Yell, assistita da Ange e Étoile, guadagna un cuore umano e volta le spalle alla società che l'ha creata. Mentre la ragazza passa finalmente dalla parte dei buoni, Emiru, che ha visto tutto di nascosto, scopre l'identità segreta delle Leggendarie Guerriere. |                   |         |
| 18 | Una combinazione non compatibile! La melodia del cuore! 「でこぼこコンビ！心のメロディ！」 - Dekoboko konbi! Kokoro no merodi! | 3 giugno 2018     |         |
| 18 | Ruru elimina il lavaggio del cervello fatto alla madre di Hana, ma rimane spiazzata quando quest'ultima la riaccoglie in casa a braccia aperte. Il giorno seguente, Emiru comunica alle ragazze di aver scoperto le loro identità segrete e chiede loro di poter osservarle durante la vita di tutti i giorni per vedere cosa le rende speciali. Durante un'esercitazione di canto, Emiru fa notare a Ruru che sembra non cantare con il cuore e questo le provoca un improvviso errore nel sistema, portando così le altre a rivelare ad Emiru che in realtà è un'androide. Papple sferra un colpo dicendo che Ruru non potrà mai essere un'eroina poiché è solo una bambola senza cuore, ma viene smentita da Emiru che la difende e dice che in realtà ha dimostrato di averlo, mentre le Pretty Cure si occupano di scacciarla. Dopodiché Emiru e Ruru cantano insieme una canzone scritta dalla bambina, suggellando così la loro amicizia. |                   |         |
| 19 | Emozionante! L'atteso debutto in passerella!? 「ワクワク！憧れのランウェイデビュー！？」 - Wakuwaku! Akogare no ranwei debyū!? | 10 giugno 2018    |         |
| 19 | Avendo visto quanto Ruru ed Emiru siano in sintonia, Henri le invita a partecipare insieme a lui alla sfilata della stilista Rita Yoshimi a tema "anche le ragazze possono essere degli eroi". Le ragazze aiutano come designer preparando un manifesto, ma il fratello di Emiru, Masato, cerca di costringerla a tornare a casa, sostenendo che solo i ragazzi possono essere eroi; Henri, preso in giro a scuola dallo stesso Masato a causa del suo modo di vestire molto femminile, gli controbatte indossando un abito da donna, dicendo che ognuno è libero di fare ciò che vuole e che vivere con delle restrizioni è una perdita di tempo. Quando l'elegante Gelos, misteriosa impiegata della Criasu, prende di mira Masato per evocare un Oshimaida, Henri nota la frustrazione del ragazzo e lo incoraggia ad amare se stesso, consentendo alle Pretty Cure di sconfiggere il mostro. Dopo la fine della sfilata, che riscuote un grande successo, sia Ruru che Emiru decidono di diventare Pretty Cure insieme, ma Harry rivela loro che è rimasto un solo PreHeart disponibile. |                   |         |
| 20 | Cure MaChérie e Cure Amour! Urrà-urrà! Le Pretty Cure dell'Amore! 「キュアマシェリとキュアアムール！フレフレ！愛のプリキュア！」 - Kyua Masheri to Kyua Amūru! Furefure! Ai no Purikyua! | 17 giugno 2018    |         |
| 20 | Con a disposizione un solo PreHeart rimasto, sia Emiru che Ruru rimangono male nell'apprendere che solo una di loro può diventare una Pretty Cure. Hana per l'occasione si prende la febbre, avendo passato tutta la notte sul balcone all'aperto a chiedere invano un miracolo alle stelle cadenti. Homare e Saaya, invece, cercano di incoraggiare Emiru e Ruru a non rinunciare al loro sogno, e Masato, grazie anche a Henri, dà alla sua sorellina due biglietti per un concerto, segno che d'ora in poi la appoggerà nel suo sogno di suonare la chitarra elettrica. Mentre Emiru e Ruru si trovano al concerto, Papple attacca sul posto: essendo Saaya e Homare impegnate rispettivamente in un'audizione e in una competizione sportiva, Cure Yell interviene da sola nonostante il brutto raffreddore che ha. Emiru e Ruru riescono a creare due Mirai Crystal e il loro desiderio di diventare entrambe Leggendarie Guerriere sdoppia l'ultimo PreHeart rimasto, permettendo loro di trasformarsi nelle Pretty Cure dell'Amore, rispettivamente Cure MaChérie e Cure Amour, e di sconfiggere insieme la nemica. |                   |         |
| 21 | Grande fuga? La Pretty Cure che Emiru vorrebbe diventare! 「大暴走？えみるがなりたいプリキュア！」 - Daibōsō? Emiru ga naritai Purikyua! | 24 giugno 2018    |         |
| 21 | Nonostante sia entusiasta di essere diventata una Pretty Cure, Emiru comincia a sentirsi inadatta a tale ruolo e Ruru si preoccupa per lei. Dopo aver parlato con Homare e Harry, Emiru capisce che la sua felicità deriva dal fatto di essersi trasformata insieme a Ruru, e così le due si chiariscono. Gelos entra ufficialmente tra i membri della Criasu e Papple attacca con un Oshimaida che le cinque guerriere riescono a sconfiggere, ma non prima che il mostro rompa la preziosa chitarra di Emiru. A fine battaglia, Cure MaChérie chiede di ricevere un'arma come le Melody Sword e Hugtan per tutta risposta apre un varco che evoca le due leggendarie Pretty Cure, Cure Black e Cure White (provenienti dalla prima serie). |                   |         |
| 22 | I due canti dell'amore! Consegniamoli! Twin Love Guitar! 「ふたりの愛の歌！届け！ツインラブギター！」 - Futari no ai no uta! Todoke! Tsuin Rabu Gitā! | 1º luglio 2018    |         |
| 22 | Nagisa Misumi e Honoka Yukishiro, forme civili di Cure Black e Cure White, assistono ad un'incomprensione tra Emiru e Ruru e cercano di rassicurarle dicendo che a volte fa bene discutere tra amiche. Rivelandosi a vicenda i propri sentimenti e chiarendosi, Ruru dona a Emiru una nuova chitarra realizzata con l'aiuto di Saaya e Honoka, mentre la bambina le regala un bracciale fatto a mano. Intanto Papple, disperata per aver visto Gelos con l'uomo che ama, George, tramuta se stessa in un Oshimaida. Mentre Cure Black e Cure White aiutano nella lotta, Cure MaChérie e Cure Amour si avventurano all'interno del mostro e ricordano a Papple che dentro di sé ha ancora amore; le due così ottengono i loro secondi Mirai Crystal e delle armi, le Twin Love Guitar, con le quali purificano la nemica. Dopodiché, Nagisa e Honoka salutano tutti e vengono riportate indietro dal varco riaperto da Hugtan. |                   |         |
| 23 | La massima crisi! Appare il Presidente Cry! 「最大のピンチ！プレジデント・クライあらわる！」 - Saidai no pinchi! Purejidento Kurai arawaru! | 8 luglio 2018     |         |
| 23 | Hana ha dei dubbi su ciò che vuole fare nel futuro e incontra ancora una volta l'uomo misterioso, che le racconta del suo desiderio di creare un mondo ideale dove tutti possano sorridere per l'eternità. Daigan, prepotente impiegato della Criasu, decide di scendere in campo ma viene ucciso poco dopo sotto gli occhi delle Pretty Cure da un altro dipendente della compagnia, l'anziano Dr. Traum, che trasforma l'Oshimaida già evocato in un più potente Mou-Oshimaida. Viene poi rivelato che l'uomo che Hana ha più volte incontrato è in realtà il presidente della Società Criasu, George Cry, il quale ruba tutti i Mirai Crystal delle guerriere e con essi ferma il tempo in modo da creare, a detta sua, un mondo perfetto. Cry tenta poi di portare con sé Hugtan, ma Hana, ricordando sua madre che l'ha aiutata quando subiva bullismo nella vecchia scuola, riesce a liberarsi e a salvarla, ripristinando il tempo e sbarazzandosi insieme alle altre del mostro. Nel frattempo, Restol libera dai sotterranei il feroce Bishin per farlo combattere al loro fianco, mentre Harry tiene nascosto alle ragazze di essere in possesso del Mirai Crystal White. |                   |         |
| 24 | Splash energico! Un'incantevole piscina notturna! 「元気スプラッシュ！魅惑のナイトプール！」 - Genki supurasshu! Miwaku no naitopūru! | 15 luglio 2018    |         |
| 24 | Emozionata per l'evento di piscina notturna organizzato dall'associazione di quartiere, Hana vede che niente è come immaginava e così, insieme alle altre e a Harry, aiuta a migliorare il tutto. Iniziata la festa, le ragazze si divertono e incontrano persino Charaleet e Papple, i quali vivono adesso vite felici e non più debite ad azioni malvagie, ma Hana cerca di nascondere a tutti quanto sia scossa per il recente incontro con il Presidente Cry. Nel frattempo alla Criasu vengono riassegnati i ruoli dei dipendenti, e Gelos con i suoi subordinati Takumi e JinJin attacca la piscina notturna, estendendo il Toge Powerer tra i presenti e mettendo in crisi Hana. Grazie a Emiru e Ruru, che con il loro canto estinguono l'energia negativa, però, Hana ritrova la determinazione di combattere insieme alle altre e di sconfiggere i nemici. Tornata la pace, Papple e Charaleet propongono senza effetto al duo Emiru-Ruru di essere le prime clienti nella loro nuova agenzia di talent scout, di cui fa parte anche Daigan, ricomparso anch'egli purificato. |                   |         |
| 25 | Il festival estivo, i fuochi d'artificio e il segreto di Harry 「夏祭りと花火とハリーのヒミツ」 - Natsumatsuri to hanabi to Harī no himitsu | 22 luglio 2018    |         |
| 25 | In città si svolge come ogni anno il festival estivo, e Homare finisce per passare del tempo da sola con Harry. La ragazza, dopo avergli rivelato che i suoi si sono divorziati quando era ancora piccola, scopre che lui non ha mai conosciuto i suoi genitori e che nel futuro viveva alla giornata insieme ad altri criceti. Proprio in quel momento, i due vengono trovati da Bishin che, dopo l'arrivo delle altre ragazze, rivela come Harry nel futuro lavorasse come suo partner al servizio della Società Criasu e, rompendogli la collana che funge da sigillo, lo trasforma nella sua forma di bestia feroce. Harry va fuori controllo e comincia ad attaccare le Pretty Cure, ma Cure Étoile, decisa a credere in lui, raggiunge il suo cuore e lo fa tornare alla normalità; Bishin, tuttavia, giura di ritornare per portarlo via con sé a tutti i costi. |                   |         |
| 26 | A stretto contatto con una grande attrice! Saaya e la madre 「大女優に密着！さあやとおかあさん」 - Dai joyū ni mitchaku! Saaya to okā-san | 29 luglio 2018    |         |
| 26 | Nonostante sia diventata popolare per aver recitato in uno spot pubblicitario, Saaya non è ancora convinta di voler fare l'attrice in quanto vuole prima conoscere il parere di sua madre, la famosa Reira, e per questo va insieme alle altre nello studio televisivo in cui lei lavora per chiederglielo direttamente. Tuttavia, anche dopo averci parlato, Saaya si sente preoccupata se non che ricorda subito il perché ha sempre voluto sostenerla e conoscere il suo mondo quando incontra i membri dello staff, che le raccontano di come Reira si impegnasse a diventare sia un'attrice che una brava madre quando lei era piccola. Poco dopo, Gelos sferra un attacco, il quale viene però sventato grazie alla determinazione di Cure Ange. Infine Saaya dice alla madre che il suo sogno attuale è quello di riuscire, un giorno, a recitare al suo fianco. |                   |         |
| 27 | La formazione da papà dell'insegnante! Ciao, bambino! 「先生のパパ修行！こんにちは、あかちゃん！」 - Sensei no papa shugyō! Konnichiwa, aka-chan! | 12 agosto 2018    |         |
| 27 | Il professore della classe delle ragazze, Uchifuji, chiede al padre di Hana di aiutarlo a diventare un bravo genitore, in quanto sua moglie Yuka aspetta un bambino che nascerà molto presto, e lui accetta facendolo lavorare per un giorno nel suo centro commerciale HuGMAN. Grazie a questa esperienza, Uchifuji riceve moltissimi consigli su come accudire e dare a un bambino ciò di cui ha bisogno, superando le preoccupazioni. Nel frattempo, mentre le ragazze fanno visita a Yuka, questa va in travaglio e viene accompagnata in ospedale da Saaya e poi dagli altri, compreso Uchifuji, il quale vede nascere e prende finalmente in braccio il proprio bambino. Il momento rischia di essere rovinato dal Dr. Traum, ma Cure Ange, che è rimasta affascinata dalla forza materna di Yuka e dal lavoro delle ostetriche, esorta le sue compagne a combattere in silenzio per evitare che i neonati che riposano in ospedale si spaventino. |                   |         |
| 28 | Catturare il cuore di quella ragazza♡ Urrà-urrà! MoguMogu! 「あのコのハートをキャッチ♡ フレフレ！もぐもぐ！」 - Ano ko no hāto wo kyatchi♡ Furefure! Mogumogu! | 19 agosto 2018    |         |
| 28 | MoguMogu, il cagnolino di Homare, s'innamora di una gattina protagonista di una pubblicità di nome Lily. Volendo farli incontrare, le ragazze lo addestrano affinché possa partecipare ad un'audizione in cui il vincitore apparirà in uno spot proprio con Lily. Nel frattempo Ruru è preoccupata perché i suoi algoritmi affermano che l'amore tra diverse specie non potrà mai funzionare, sentendosi quindi sola e diversa dalle sue compagne in quanto androide, ma Emiru la rassicura dicendole che questo non le impedisce di comprendere i sentimenti di chi le vuole bene. Il giorno dell'audizione, MoguMogu s'impegna duramente nelle prove, ma Bishin porta il caos prima della prova finale: durante la lotta, il cagnolino nota una bambina in pericolo e la porta in salvo, superando la sua paura dei mostri e dando alle Pretty Cure la possibilità di battere il nemico. Alla fine, nonostante l'audizione venga sospesa e cancellata, MoguMogu incontra lo stesso Lily, in quanto la sua padrona non è altri che la ragazzina che lui ha salvato poco prima. |                   |         |
| 29 | Qui lo decido! La ricetta della motivazione della nonna! 「ここで決めるよ！おばあちゃんの気合のレシピ！」 - Koko de kimeru yo! Obā-chan no kiai no reshipi! | 26 agosto 2018    |         |
| 29 | Hana porta gli altri da sua nonna, Tanpopo Anno, che gestisce un negozio di dolci tradizionali giapponesi nel vecchio distretto commerciale della città, il Tanpopo-dō. Poiché Yone, una cliente abituale, dice che i dolci sono calati di qualità rispetto al passato, Tanpopo si sforza più del dovuto e si fa male alla schiena. Yone racconta che prima che il nonno di Hana, Sousuke, morisse, veniva servito un particolare tipo di manjū denominato "manjū della speranza", che Hana decide di preparare insieme agli altri per tirare su il morale a sua nonna; ciò riesce in quanto, nonostante la tristezza data dalla nostalgia dei giorni in cui suo marito era ancora vivo, l'anziana rimane felice di riassaggiare dopo tanto tempo ciò che ha creato con Sousuke. Nel momento in cui Gelos e i suoi due sottoposti sferrano un attacco che rischia di danneggiare il negozio, Tanpopo si dimostra determinata a proteggerlo e riesce inoltre a riconoscere in Cure Yell sua nipote Hana. Alla fine Tanpopo decide di reinserire i manjū tipici tra i dolci da vendere, aiutata da Yone che si offre di darle una mano nella gestione. |                   |         |
| 30 | Intorno al mondo GOGO! Le vacanze estive di tutti! 「世界一周へＧＯＧＯ！みんなの夏休み！」 - Sekai isshū e GOGO! Minna no natsuyasumi! | 2 settembre 2018  |         |
| 30 | Con le vacanze estive ormai agli sgoccioli, le ragazze, Harry, Hugtan e Kotori partono a bordo di un jet privato appartenente alla famiglia Aisaki per un tour intorno al mondo. Dopo aver visitato diversi paesi stranieri, il loro viaggio termina con un soggiorno in una locanda termale giapponese ad Atami, in cui Ruru ha sempre voluto andare. Il proprietario racconta loro che il posto è legato alla figura leggendaria del tengu, spaventando Emiru che però si dimostra felice di aver passato un'estate divertente e non solitaria come le precedenti. Tuttavia il Dr. Traum, anch'egli recatosi alla locanda per rilassarsi, attacca con un Mou-Oshimaida che tenta di distruggere il luogo, ma viene fermato da una forte raffica di vento (provocata da un vero tengu) che fa sì che le Pretty Cure lo sconfiggano. |                   |         |
| 31 | Tempo, avanza! Il Memorial Cure Clock è nato! 「時よ、すすめ！メモリアルキュアクロック誕生！」 - Toki yo, susume! Memoriaru Kyua Kurokku tanjō! | 9 settembre 2018  |         |
| 31 | Ricominciata la scuola, Hana inizia a comportarsi in modo strano dopo aver rincontrato una ragazza di nome Eri. Quest'ultima spiega a Saaya e Homare di essere stata una sua compagna di classe nella vecchia scuola in cui Hana, per difenderla, è diventata vittima di bullismo, situazione che l'ha portata a cambiare scuola. Capendo che nonostante vogliano chiarirsi hanno paura l'una della reazione dell'altra, Hana viene incoraggiata ad andare a vedere una competizione di cheerleading a cui Eri partecipa, dove le due hanno l'occasione di parlarsi e ritornare amiche. Intanto, dopo aver saputo che verranno licenziati, JinJin e Takumi rubano a Gelos un dispositivo creato dal Dr. Traum in grado di arrestare il tempo soggettivo delle persone e lo usano per creare il caos, ma ne perdono il controllo e vengono fusi in un Mou-Oshimaida. L'amicizia tra le Pretty Cure è più forte che mai e i loro ricordi insieme fanno nascere un nuovo Mirai Crystal, grazie al quale il Mirai Pad si evolve nel Memorial Cure Clock e trasforma le cinque guerriere e Hugtan in Cheerful Style, consentendo loro di purificare JinJin e Takumi e di far ripartire il tempo. |                   |         |
| 32 | È magia questa? Homare è una principessa sirena! 「これって魔法？ほまれは人魚のプリンセス！」 - Korette mahō? Homare wa ningyo no purinsesu! | 16 settembre 2018 |         |
| 32 | Dopo aver festeggiato la vittoria in una competizione di pattinaggio, Homare decide di seguire un nuovo e più intenso programma di allenamento. Più tardi, le Pretty Cure entrano in azione contro Bishin, il quale intrappola Cure Étoile e Harry all'interno di un mondo che riflette i sentimenti dei loro cuori. Homare si ritrova dunque nella storia de La sirenetta trasformata in una principessa sirena e scopre che Harry è diventato un principe umano e si è dimenticato di lei. La ragazza usa quindi una pozione per assumere forma umana e recarsi al castello di Harry dove, ballando con lui, realizza di provare qualcosa nei suoi confronti; tuttavia Bishin le rivela che nel cuore di Harry c'è già un'altra donna, e la cosa getta Homare nella disperazione e rischia di trasformarla in schiuma di mare. La ragazza riesce però, sentendo anche le voci incoraggianti delle sue amiche, a riprendersi e a ritornare con Harry nel mondo reale, ma sceglie di non rivelare né i suoi sentimenti né quello che ha scoperto su di lui. |                   |         |
| 33 | Attenzione! Le attività di reclutamento della Società Criasu!? 「要注意！クライアス社の採用活動！？」 - Yōchūi! Kuraiasu-sha no saiyō katsudō!? | 23 settembre 2018 |         |
| 33 | Twin Love, il duo musicale formato da Emiru e Ruru, diventa molto popolare, ma quando un personaggio televisivo critica la loro musica definendola scialba Emiru ne rimane molto ferita. Le due vengono poi scelte come reporter per un programma sul pattinaggio dedicato ad Henri, il quale viene nel frattempo avvicinato da Restol che gli propone, percependo il suo desiderio di non volere che il domani arrivi, di unirsi alla Società Criasu: egli infatti non accetta il modo in cui il suo corpo sta cambiando e il fatto che gli altri si impiccino nella sua vita privata. Il giorno seguente, un giornalista stacca la musica per creare notizia durante l'esibizione di Henri, ma Emiru e Ruru fanno sì che essa venga completata cantando dal vivo una loro canzone. Poco dopo, Restol attacca per convincere irrevocabilmente Henri, ma lui rifiuta la sua offerta e sceglie invece di credere nel futuro e nelle Pretty Cure. Il ragazzo però nasconde di avere un infortunio alla caviglia e questo lo porta a non escludere del tutto la proposta della società. |                   |         |
| 34 | Detective Kotori! Indaga sulla sorella maggiore! 「名探偵ことり！お姉ちゃんを調査せよ！」 - Meitantei Kotori! Onē-chan wo chōsase yo! | 30 settembre 2018 |         |
| 34 | Notando che i mostri contro cui le Pretty Cure combattono appaiano sempre dove si trova Hana, Kotori decide di tenere d'occhio la sorella per capire se la sua goffaggine causi guai alle Leggendarie Guerriere. Sentendola parlare di ciò, due compagni di classe di Hana, Fumito Chise e Hinase Amano, che hanno formato un fan club dedicato a Cure Yell, invitano la bambina ad unirsi a loro. Presto, i tre si trovano però nel bel mezzo di un attacco di Gelos che, frustrata dallo scorrere del tempo che porta all'invecchiamento e a seguito dell'abbandono di JinJin e Takumi, ha assunto una nuova forma più malvagia e potente. Le Pretty Cure arrivano in loro aiuto e, dopo essere stata salvata da Cure Yell, Kotori ricorda una situazione analoga avvenuta anni prima in cui era stata Hana a salvarla. Dopo aver incoraggiato le Pretty Cure a vincere ancora una volta, Kotori inizia vedere in modo diverso la sorella e comincia a credere che l'eroina che tanto ammira non sia altri che lei. |                   |         |
| 35 | Lo splendore della vita! Saaya è una dottoressa? 「命の輝き！さあやはお医者さん？」 - Inochi no kagayaki! Saaya wa oisha-san? | 7 ottobre 2018    |         |
| 35 | Per immedesimarsi meglio nel ruolo che dovrà interpretare nella prossima serie televisiva, Saaya chiede di fare un'esperienza di lavoro per un giorno in ospedale. A lei si aggregano le amiche e tra i vari reparti cercano di apprendere il mestiere del medico. Qui, Saaya conosce una bambina di nome Aya Kawakami, la cui madre sta per sottoporsi ad un intervento chirurgico di parto cesareo; la bambina si confida, dicendole di aver paura che sua madre si dimentichi di lei una volta nato il fratellino, ma Saaya la rassicura che ciò non accadrà mai e la sprona a supportare la madre in vista dell'imminente parto. Il Dr. Traum attacca vicino all'ospedale con un Mou-Oshimaida che tuttavia Cure Ange, spinta dalla voglia di impedire che un momento tanto importante venga rovinato, riesce prontamente a sconfiggere. Dopo la nascita del fratellino, Aya è contenta e ringrazia Saaya, la quale afferma che fare il medico è uno splendido lavoro. |                   |         |
| 36 | Urrà-urrà! La grande riunione delle leggendarie Pretty Cure!! 「フレフレ！伝説のプリキュア大集合！！」 - Furefure! Densetsu no Purikyua daishūgō!! | 14 ottobre 2018   |         |
| 36 | Il Dr. Traum costruisce un nuovo marchingegno in grado di manipolare il tempo con cui attacca nel futuro le Kirakira Pretty Cure À La Mode (provenienti dalla quattordicesima serie), le quali però vengono salvate da Hugtan, che le teletrasporta indietro al presente davanti al Beauty Harry. La stessa cosa succede alle Mahō tsukai Pretty Cure (provenienti dalla tredicesima serie) ma, collaborando con le HUGtto Pretty Cure, tutte insieme permettono la temporanea ritirata del nemico. I due gruppi rivelano che il Dr. Traum ha fermato il tempo sia ad Ichigozaka che nel Mondo Magico, e quindi per cercare di salvare la situazione le ragazze decidono di dividersi e trovare altre Pretty Cure che possano aiutarle. È così che incontrano Love Momozono / Cure Peach (proveniente dalla sesta serie) e Nozomi Yumehara / Cure Dream (proveniente dalla quarta e quinta serie), ma il Dr. Traum si ripresenta e riesce a congelare il tempo di tutti i mondi in cui risiedono le Leggendarie Guerriere. |                   |         |
| 37 | Verso il futuro! Pretty Cure All-For-You! 「未来へ！プリキュア・オール・フォー・ユー！」 - Mirai e! Purikyua Ōru·Fō·Yū! | 21 ottobre 2018   |         |
| 37 | Le Pretty Cure che si sono riunite distruggono la macchina del tempo del Dr. Traum, ma quest'ultimo usa il Toge Powerer che lo circonda per potenziarsi. In aiuto delle ragazze arrivano così Cure Black e Cure White, insieme a Shiny Luminous (proveniente dalla seconda serie), che combattono l'uomo fino a quando egli non perde il controllo trasformandosi in un mostro e intrappolando tutte le guerriere nell'oscurità. Tuttavia la forza d'incoraggiamento delle fate e di Hana, che si trasmette poi anche nelle altre, permette loro di liberarsi e di richiamare gli altri gruppi di Pretty Cure (le Princess provenienti dalla dodicesima serie, le HappinessCharge dalla undicesima serie, le Dokidoki dalla decima serie, le Smile dalla nona serie, le Suite dall'ottava serie, le HeartCatch dalla settima serie, le restanti Fresh dalla sesta serie, le restanti Yes!5 dalla quarta e quinta serie e le Splash Star dalla terza serie), che, collaborando, sbaragliano l'esercito di mostri creato dell'avversario. A questo punto il Dr. Traum assume la sua forma definitiva, di dimensioni gigantesche, che inquieta le HUGtto Pretty Cure: grazie al supporto e ai consigli di tutte le altre Leggendarie Guerriere esistenti, le cinque evocano il potere dei Mirai Brace, con i quali purificano definitivamente il nemico e ripristinano il tempo in tutti i mondi. |                   |         |
| 38 | Carico di gioia! Buon Halloween! 「幸せチャージ！ハッピーハロウィン！」 - Shiawase chāji! Happī Harowin! | 28 ottobre 2018   |         |
| 38 | Si avvicina il giorno di Halloween e per tutta la città cominciano ad essere allestiti i primi preparativi. Le ragazze sono entusiaste ma vengono a sapere che né Harry né Ruru conoscono questa festività, e spiegano perciò loro cosa sia mentre preparano i costumi per la festa che si terrà nel quartiere. Intanto, anche l'agenzia di Papple dà una mano nell'organizzazione dell'evento, ma Daigan si scoraggia in quanto non riesce ad eseguire il compito che gli è stato affidato e richiama così l'attenzione di Restol che gli propone di tornare alla Criasu. Il giorno di Halloween, Daigan si lascia tentare e scatena il panico tra la gente, ma le Pretty Cure intervengono, calmano i presenti e fanno tornare l'uomo in sé. La sera Hana, dopo averlo visto pensieroso e malinconico per tutto il giorno, parla con Harry il quale mostra rimpianti per il suo mondo in cui il tempo si è fermato e per il fatto che così non potrà più riuscire a recuperare ciò che è perso, ma la ragazza lo rassicura e gli ridà il sorriso dicendogli che lei e le sue amiche non permetteranno mai più ai nemici di rubare il futuro. |                   |         |
| 39 | Per il bene del domani…! Tomorrow con tutti! 「明日のために⋯！みんなでトゥモロー！」 - Ashita no tame ni…! Minna de Tumorō! | 11 novembre 2018  |         |
| 39 | Il gruppo delle Pretty Cure viene improvvisamente teletrasportato nel futuro, nel villaggio HariHari, luogo in cui abitava Harry e dove egli ritrova i suoi compagni criceti. Tuttavia esso si rivela essere un'illusione creata da Restol, il quale intrappola le Pretty Cure in un'altra dimensione e cerca di convincere Harry a consegnarli il Mirai Crystal White. Quando il richiamo di Hugtan permette alle guerriere di liberarsi, il nemico mostra il crudele mondo del futuro che le attende in cui il tempo è stato fermato; inoltre viene rivelato che un tempo lui e Harry erano amici e che avevano iniziato a lavorare per la Criasu nella speranza di curare la malattia che aveva colpito i loro compagni, finendo però per essere traditi. Mentre Restol si è ormai rassegnato e ha giurato fedeltà alla società, Harry al contrario continua a credere nel futuro, supportato delle Leggendarie Guerriere: l'Asu Powerer sprigionato consente ad Hugtan di richiamare un'entità denominata Mother e di far evolvere il Mirai Crystal White, permettendo alle Pretty Cure di trasformarsi in Mother Heart Style e di scacciare l'avversario; poco prima di tornare al presente, Cure Yell ha una strana visione di una ragazza che le chiede di salvare il futuro. |                   |         |
| 40 | Il papà di Ruru!? Amour, sta per… 「ルールーのパパ！？アムール、それは⋯」 - Rūrū no papa!? Amūru, sore wa… | 18 novembre 2018  |         |
| 40 | Il Dr. Traum ritorna, affermando di essere il padre di Ruru così come l'artefice dell'improvviso viaggio nel tempo avvenuto poco prima. Lui e Harry raccontano meglio la storia del futuro, rivelando che George Cry per poter fermare il tempo decise di uccidere una delle quattro Pretty Cure nonché la custode del potere di Mother, colei che protegge il futuro, Cure Tomorrow. Quest'ultima, dopo aver liberato Harry dalla Società Criasu e affrontato un'ultima battaglia in cui le sue compagne vennero sconfitte, venne catturata e salvata stavolta dal criceto; i due infine riuscirono grazie a Mother ad arrivare nel presente, esaurendo però il potere del Mirai Crystal White e quello di Cure Tomorrow, la quale si trasformò nella neonata Hugtan. Le rivelazioni non fanno altro che motivare le ragazze a proteggere la piccola e il futuro, mentre Ruru non capisce perché Traum la cerchi nel suo ruolo di padre soltanto ora ma, incoraggiata da Hana, parla con lui che si dice pentito di averla abbandonata perché non riusciva ad accettare che lei, creata come rimpiazzo della sua vera figlia perduta, stesse sviluppando un proprio modo di essere. A seguito di un attacco di Gelos, in cui Traum ha protetto Cure Amour dal rischio di ferirsi, padre e figlia trovano un punto di incontro.                                                                |                   |         |
| 41 | Il sogno di Emiru, l'anima lo urlerà! 「えみるの夢、ソウルがシャウトするのです！」 - Emiru no yume, souru ga shauto suru no desu! | 25 novembre 2018  |         |
| 41 | Emiru inizia a comportarsi in modo strano dopo aver scoperto che Ruru prima o poi, come Hugtan e Harry, dovrà tornare nel futuro e non riesce ad esprimere il proprio dispiacere. Tutti cercano di tirarla su di morale ma, quando le viene chiesto apertamente di dire cosa prova, perde improvvisamente la voce a causa dei suoi sentimenti contrastanti e ciò fa sì che il suo Mirai Crystal e quello di Ruru spariscano. Intanto il nonno di Emiru, Bahha Aisaki, spinto da Bishin, non condivide la scelta della bambina di far parte di un duo musicale sebbene sia il fratello che gli amici la difendano e la incoraggino. Il Toge Powerer scaturito dall'uomo consente a Bishin di sferrare un colpo, rapidamente disfatto dopo che Emiru riottiene la voce e manifesta a Ruru che il suo più grande desiderio è quello di stare con lei per sempre; nonostante ciò quest'ultima le dice che tornerà nel futuro perché vuole diffondere anche lì la loro musica, promettendole però di aspettarla. A fine concerto delle Twin Love, Hana e le altre si liberano in un pianto di tristezza per la loro futura separazione. |                   |         |
| 42 | Lo scambio di Yell! Questo è il mio supporto!! 「エールの交換！これが私の応援だ！！」 - Ēru no kōkan! Kore ga watashi no ōen da!! | 2 dicembre 2018   |         |
| 42 | Si avvicina un'importante competizione di pattinaggio e Hana si interroga su come incoraggiare Homare e Henri. Durante le prove, mentre la prima è ancora in confusione per i suoi sentimenti verso Harry, le condizioni della caviglia di Henri peggiorano ulteriormente ma lui è deciso a fare l'esibizione anche se fosse l'ultima. Il giorno della competizione, però, il ragazzo subisce un incidente stradale che porta alla totale immobilizzazione della sua gamba sinistra, già lesionata. Restol, guarito dalle ferite provocate dalla precedente battaglia ma sotto il pieno controllo di George Cry, torna a fare leva sulla disperazione di Henri per renderlo un membro della Società Criasu; le Pretty Cure incoraggiano il ragazzo a non arrendersi e a credere nel futuro permettendo ai Mirai Brace di originare un miracolo, che lo libera dal giogo dei Criasu e lo fa trasformare momentaneamente in Cure Infini, in modo da riuscire a pattinare un'ultima volta e a far sconfiggere il nemico. Alla fine, Henri afferma di essere motivato a trovare di nuovo ciò che vuole essere nonostante sia per ora costretto a letto. |                   |         |
| 43 | Il cuore innamorato di una stella splendente. Lo start di Homare. 「輝く星の恋心。ほまれのスタート。」 - Kagayaku hoshi no koigokoro. Homare no sutāto. | 9 dicembre 2018   |         |
| 43 | È arrivato il turno di Homare di affrontare l'importante competizione di pattinaggio ma la ragazza non riesce a concentrarsi nell'allenamento a causa dei sentimenti, ancora non confessati, che prova per Harry. Le sue amiche, Henri e sua madre Chitose la incoraggiano a tal punto che il giorno della gara decide di dichiararsi al ragazzo il quale tuttavia, come lei si aspettava, non ricambia i suoi sentimenti in quanto già innamorato di un'altra persona. Nel frattempo, Hana rincontra brevemente George Cry che si mostra molto interessato a lei. Dopo essersi sfogata con un pianto di dolore, Homare dà il meglio di sé nell'esibizione, avendo capito che questa esperienza le è servita per crescere e trasformare la tristezza in forza per raggiungere il suo sogno, riuscendo a vincere la medaglia d'oro; la forza trovata le permette inoltre di sventare l'ennesimo attacco di Bishin, il quale è invece ancora deciso a portare Harry dalla sua parte anche contro il suo volere. |                   |         |
| 44 | Verso un viaggio di sogni e decisioni! La grande avventura di Saaya! 「夢と決断の旅へ！さあやの大冒険！」 - Yume to ketsudan no tabi e! Saaya no daibōken! | 16 dicembre 2018  |         |
| 44 | Nel giorno delle riprese in cui Saaya recita finalmente al fianco di sua madre, Restol intrappola tutti i presenti nel mondo fantasy in cui è ambientata la pellicola. Saaya è distratta nelle varie scene da girare perché presa dai dubbi, i quali passano dopo aver parlato con la dottoressa Maki che le racconta di come lei abbia deciso a un certo punto di intraprendere un mestiere diverso da quello che prima credeva essere la sua vera aspirazione. La ragazza trova così il coraggio di dire alla madre che ha trovato un nuovo sogno, ovvero diventare una dottoressa, e per questo abbandonerà la recitazione. Ciò rattrista un po' Reira, nonostante non voglia darlo a vedere, e Restol ne approfitta per trasformarla in un Mou-Oshimaida e ordinarle di rapire Hugtan. Per salvare sia la piccola che la madre, Cure Ange si avventura all'interno del mostro dove rassicura Reira dicendole che se ha scoperto cosa vuole fare davvero nel futuro è solo grazie al fatto che lei le abbia fatto conoscere il mondo della recitazione; in questo modo, madre e figlia si chiariscono e tutto ritorna alla normalità. |                   |         |
| 45 | HUGtto con tutti! Buon Natale☆ 「みんなでＨＵＧっと！メリークリスマス☆」 - Minna de HUGtto! Merī Kurisumasu☆ | 23 dicembre 2018  |         |
| 45 | Improvvisamente, richiamato dai poteri di Hugtan, davanti alle ragazze appare Babbo Natale il quale rivela che le sue renne hanno preso il raffreddore e che quindi non sarà in grado di consegnare i regali in tempo durante la vigilia. Per porre rimedio alla situazione e migliorare il suo rapporto con Ruru, il Dr. Traum costruisce una renna meccanica e insieme ad Hana, Emiru e Babbo Natale distribuisce i doni ai bambini. Ruru, invece, è intenzionata a cucinare qualcosa per il padre e si fa aiutare nella preparazione dalla famiglia Nono. Durante i preparativi di Natale, Gelos, sempre più convinta che la sua bellezza e giovinezza stiano ormai svanendo, usa il dispositivo creato in precedenza da Traum per fermare il tempo in città, trasformando così se stessa in un Mou-Oshimaida; l'intervento dei suoi ex sottoposti, JinJin e Takumi, fa capire alla donna che loro tengono a lei e staranno sempre al suo fianco nonostante lo scorrere del tempo, permettendo così alle Pretty Cure di purificarla. La festa può così cominciare e, mentre Babbo Natale ringrazia tutti e va via, Ruru fa mangiare a Traum il piatto da lei cucinato, chiamandolo per la prima volta "papà". |                   |         |
| 46 | Cry, di nuovo! L'ideale Hana che fiorisce in eterno 「クライ、ふたたび！永遠に咲く理想のはな」 - Kurai, futatabi! Eien ni saku risō no Hana | 6 gennaio 2019    |         |
| 46 | A seguito di uno strano sogno condiviso da entrambi, durante i festeggiamenti nel giorno di Capodanno, Hana e George Cry si incontrano nuovamente, e il secondo afferma che il tempo nel futuro si è fermato non per causa sua, ma per colpa della gente consumata dall'oscurità dei loro cuori alla costante ricerca di nuove gioie; il suo piano, infatti, prevede la stabilità delle vite degli umani attraverso il blocco del tempo in un determinato momento di felicità e mantenere questo per l'eternità senza più sofferenze. Tuttavia quando Cry propone ad Hana di passare dalla sua parte, quest'ultima riconosce il suo ruolo di guerriera che confida nel futuro nonostante le debolezze e insieme alle altre compagne si oppone al nemico. Utilizzando i poteri del libro che porta sempre con sé, Cry inizia dunque il processo definitivo di arresto del tempo, privo dell'approvazione di Hana a cui teneva tanto, posizionando il quartier generale della Società Criasu al centro della città ed evocando tanti Mou-Oshimaida da combattere; inoltre rapisce Hugtan e alla battaglia finale contro le cinque Pretty Cure si preparano anche Restol e Bishin. |                   |         |
| 47 | La decisiva battaglia finale! Riprendiamo il domani di tutti! 「最終決戦！みんなの明日を取り戻す！」 - Saishū kessen! Minna no ashita wo torimodosu! | 13 gennaio 2019   |         |
| 47 | Restol inizia ad attaccare le Pretty Cure con molteplici Mou-Oshimaida, ma in aiuto delle guerriere arrivano Papple, Charaleet, Daigan, il Dr. Traum e Gelos con Takumi e JinJin, i quali dimostrano come sono riusciti a ripartire da zero dopo la loro redenzione. Per far tornare i suoi vecchi amici dalla parte del bene, Harry sceglie di assumere il suo aspetto mostruoso affermando di averlo accettato e di voler continuare ad andare avanti verso il futuro; le sue parole raggiungono dapprima Restol il quale, chiedendogli perdono per non averlo saputo aiutare nella sua sofferenza, fa ravvedere anche Bishin. Le Pretty Cure possono adesso addentrarsi nell'edificio della Criasu per salvare Hugtan, ma George Cry sbarra loro la strada, rinchiudendo Cure Yell in una gabbia e torturando le sue compagne davanti ai suoi occhi per farle accettare il fatto che tutte loro continuerebbero a soffrire se il tempo ritornasse a scorrere. Cure Ange, Cure Étoile, Cure MaChérie e Cure Amour riescono tuttavia a liberarsi e a combattere per incoraggiare la loro amica a non mollare e a continuare a credere in un futuro radioso. Stremate, le quattro cadono in un buco oscuro, lasciando però Cure Yell pronta per lo scontro decisivo con Cry. |                   |         |
| 48 | Puoi fare qualsiasi cosa! Puoi diventare qualunque cosa! Urrà-urrà me! 「なんでもできる！なんでもなれる！フレフレわたし！」 - Nandemo dekiru! Nandemo nareru! Furefure watashi! | 20 gennaio 2019   |         |
| 48 | George Cry cerca nuovamente di convincere Cure Yell a vivere con lui in un'eternità senza fine, dicendole che solo così la malvagità e il Toge Powerer smetteranno di diffondersi nel mondo evitandole quindi di soffrire. Nonostante ciò, Hana riesce ad opporsi al nemico dicendo che ha imparato dalle persone che ha conosciuto a rialzarsi sempre nonostante le difficoltà della vita e per questo è determinata a incoraggiare i sogni di tutti per il futuro; l'Asu Powerer della ragazza le consente di liberare Hugtan e le sue compagne e di far ripartire il tempo degli abitanti della città. Cry, il quale aveva a cuore la Hana del futuro e si era scontrato già più volte con i suoi ideali, libera tutto il suo potere e assume le sembianze in un gigantesco demone, ma il supporto e la fiducia che vengono dati alle Leggendarie Guerriere trasforma momentaneamente la gente in Pretty Cure; il potere di tutti permette quindi la definitiva purificazione del nemico e il ritorno dello scorrere del tempo. Mentre l'edificio della Società Criasu comincia a crollare, Cure Yell corre al suo interno per invitare George ad andare verso il futuro insieme ma, nonostante la commozione dell'uomo, le strade dei due finiscono col separarsi. |                   |         |
| 49 | Abbraccia un futuro radioso 「輝く未来を抱きしめて」 - Kagayaku mirai wo dakishimete | 27 gennaio 2019   |         |
| 49 | Ora che la Criasu è stata sconfitta, Ruru, Harry, Hugtan e gli ex membri della società si preparano a tornare in nuovo futuro, perciò le ragazze trascorrono un ultimo giorno insieme. Tuttavia il treno creato dal Dr. Traum per ritornare nella loro linea temporale viene a contatto con del Toge Powerer e si trasforma in un Mou-Oshimaida; grazie anche all'apparizione di una nuova Pretty Cure di nome Cure Star (proveniente dalla sedicesima serie), le cinque guerriere dimostrano che riusciranno sempre a sconfiggere la negatività presente nel mondo. Al tramonto, tutti si separano tra le lacrime ma con la promessa e la speranza di rincontrarsi un domani. Nel futuro anno 2030, Emiru è riuscita a diventare una cantante e incontra una piccola Ruru androide dotata di un cuore e un corpo in grado di crescere, mentre Hana, che ora è la presidentessa della società AA Company, si appresta a partorire: con l'aiuto di Saaya, diventata capo ostetrica, e il supporto di Homare, affermata campionessa di pattinaggio, la ragazza dà alla luce la piccola Hagumi la quale, grazie a uno stacco in cui viene mostrata Cure Tomorrow insieme a Harry nella sua linea temporale ormai in pace, si conferma essere nient'altri che Hugtan. |                   |         |